# Lugano Bjerg
Lugano Bjerg är en bergstopp i Grönland (Kungariket Danmark). Den ligger i den centrala delen av Grönland, 1 400 km nordost om huvudstaden Nuuk. Toppen på Lugano Bjerg är 2 109 meter över havet.
Terrängen runt Lugano Bjerg är bergig åt nordväst, men åt sydost är den kuperad.  Trakten runt Lugano Bjerg är nära nog obefolkad, med mindre än två invånare per kvadratkilometer. Det finns inga samhällen i närheten. Trakten runt Lugano Bjerg är permanent täckt av is och snö.